# Сонячне затемнення 2 жовтня 2024 року
Сонячне затемнення 2 жовтня 2024 — кільцеподібне сонячне затемнення 144 сароса, кільцеподібну фазу якого можна буде спостерігати на півдні Південної Америки, а також в центральній і південно-східній зонах акваторії Тихого океану.

## Обставини видимості затемнення
Це сонячне затемнення є повторенням через сарос кільцеподібного сонячного затемнення 22 вересня 2006 року. Смуга кільцеподібної фази почнеться в акваторії Тихого океану в точці з координатами приблизно 9° пн. ш. і 168 ° 52 'з. д. Звідти смуга центральної фази піде спочатку у східному, а потім у південно-східному напрямку, перетне екватор у точці з координатами приблизно 0° і 136°12' з. д. У тій же акваторії, в точці з координатами 21 ° 57'30 «пд. ш. і 114 ° 28'12» з. д. о 18 год. 46 хв. 13 сек. за Всесвітнім часом настане найбільша фаза затемнення. Після цього смуга кільцеподібної фази, продовжуючи слідувати на південний схід, дійде до південної частини Південної Америки в точці з координатами приблизно 47 24 'ю. ш. і 74 ° 30 'з. д., пройде територією Чилі та Аргентини і вийде в акваторію Атлантичного океану, де і закінчиться в точці з координатами приблизно 50 ° 12 'ю. ш. і 34 ° 06 'з. д. Часткові фази затемнення будуть видні на більшій частині акваторії Тихого океану (крім його північної, західної, південно-західної зон і тієї його зони, що омиває Центральну Америку та північ Південної Америки), у південній частині Південної Америки (Чілі, Аргентина, Уругвай, Парагвай, центральні та південні райони Болівії, південні райони Перу та Бразилії) і в крайній південно-західній зоні акваторії Атлантичного океану.
Основні населені пункти, де можна спостерігати кільцеподібне затемнення :
| Населений пункт | Час UTC  | Η     | Тривалість |
| Острів Пасхи    | 19:07:17 | 66.9° | 5 м 48 с   |
| Пуерто-Десеадо  | 20:29:06 | 20.1° | 3 м 40 с   |